# カウロバクター科
カウロバクター科（ーか、Caulobacteraceae）とは真正細菌のPseudomonadota門アルファプロテオバクテリア綱カウロバクター目に属する科の一つである。

## 解説
プロテオバクテリア門共通の特徴としてこの科に属する生物は全てグラム陰性細菌である。Asticcacaulis属（アスティカカウリス属）、Brevundimonas属（ブレブンディモナス属）、Phenylobacterium属（フェニロバクテリウム属）、及びCaulobacter属（カウロバクター属）などを含む。
タイプ属はこの科の名前の由来となっているカウロバクター属であり、近年新設が検討されているCaulobacteridae亜綱（カウロバクター亜綱）にもこの名は流用されている。この亜綱にはCaulobacterales目（カウロバクター目）、Parvularculales目、Hyphomicrobiales目、Rhodobacterales目、Rhodospirillales目（ロドスピリルム目）、Sneathiellales目、Sphingomonadales目、Kiloniellales目、Kordiimonadales目及び、議論中ではあるがHolosporales目が提案されている。